# Koç Holding
Die Koç Holding A.Ş. [kotʃ] ist eine börsennotierte türkische Unternehmensgruppe. Es ist das einzige türkische Unternehmen in der Liste der The Global 2000 (2023 auf Platz 394) und steht für 9,5 Prozent des gesamten türkischen Exportvolumens (2016).

## Überblick
Zu den Geschäftsbereichen gehören neben der Tofaş-Automobilfabrik in Bursa auch Otosan, die Automobile für Fiat/Peugeot und Ford herstellen, Haushaltsgeräte (Arçelik, Beko und Grundig), Unterhaltungselektronik, Lebensmittel (Tat Gıda Sanayi), Finanzdienstleistungen (Yapı ve Kredi Bankası), Energie, Informationstechnik, Tourismus und Bau. Ein Großteil der Unternehmen wird dabei in Kooperation mit ausländischen Unternehmen geführt wie Ford, Unicredit, Case New Holland und anderen.
Das Unternehmen wurde von Vehbi Koç gegründet, der 1926 zunächst den Gemischtwarenladen seines Vaters übernommen hatte und später durch den Handel mit Glühlampen, Automobilen und Baumaterial zu einem großen Vermögen gelangte. Von 1984 bis 2003 leitete Rahmi Koç, der Sohn des Firmengründers, das Unternehmen und übergab es dann an seinen Sohn Mustafa Koç († 2016). Die Familie gilt neben der Familie Sabancı als eine der reichsten der Türkei.
Die Familie hat die Vehbi-Koç-Stiftung geschaffen, welche eine Universität, mehrere Schulen und das Rahmi-M.-Koç-Museum am Goldenen Horn in Istanbul betreibt. Am anatolischen Eingang der Fatih-Sultan-Mehmet-Brücke in Beykoz befindet sich der Vehbi-Koç-Naturpark. 1975 übernahm die Holding die Mehrheitsanteile an der Migros Türk von der Schweizer Migros und hielt diese bis 2008.
2005 erwarb die Koç-Gruppe für über 4 Milliarden Euro 51 % des staatlichen erdölverarbeitenden Unternehmens Tüpraş zusammen mit der Shell-Gruppe; die Gruppe besitzt somit die einzige Erdölraffinerie des Landes. Dem Verkauf gingen zahlreiche Proteste voraus.
Das Logo der Unternehmensgruppe knüpft mit einem stilisierten Widder an den Familiennamen des Gründers an (Widder heißt auf Türkisch koç).

## Unternehmen
Zu den wichtigsten Tochtergesellschaften und Geschäftsbereichen der Koç Holding gehören:
- Automobile: Tofaş (Joint Venture mit Fiat Chrysler), Ford Otosan (Joint Venture mit Ford), Otokoç (Fahrzeugvermietung und Flottenmanagement).
- Energie: Aygaz (Flüssiggas), Opet (Kraftstoffvertrieb), Tüpraş (Raffination und Vermarktung von Erdölprodukten).
- Konsumgüter: Arçelik (Haushaltsgeräte und Elektronik), hält die Marken Grundig und Beko
- Finanzen: ani Yapı Kredi Bank (Joint Venture mit UniCredit), Koç Financial Services.
- Einzelhandel: Migros Ticaret (Supermarktkette), Kipa (Hypermarktkette).
- Tourismus: Divan-Gruppe (Hotels und Gastgewerbe).
- Verteidigung und Industrie: Koç Information and Defense Technologies, BMC (Militär- und Nutzfahrzeuge).
- Sonstiges: Koç-Universität (Bildung), Ford Trucks (Nutzfahrzeuge).

Die Koç Holding ist einer der größten türkischen Mischkonzerne mit Interessen in verschiedenen Sektoren, und ihre Tochtergesellschaften sind sowohl im Inland als auch international tätig.